# فرودگاه کاتیسنا
فرودگاه کاتیسنا (به انگلیسی: Katsina Airport) یک فرودگاه همگانی با کد یاتا DKA است که یک باند فرود آسفالت دارد و طول باند آن ۳۰۳۲ متر است. این فرودگاه در کشور نیجریه قرار دارد و در ارتفاع ۵۰۶ متری از سطح دریا واقع شده است.